# Emilkamát
Az emilkamát (INN: emylcamate) szorongásoldó(en) és izomlazító(en) gyógyszer. Szorongás és testi/lelki feszültség csökkentésére hozták forgalomba 1961-ben az akkor piacvezető meprobamát (Andaxin) konkurenseként, melyre kémiai szerkezetében is hasonlít.
Neve az egyik kémiai név rövidítése: (1-etil-1-metilpropil)-karbamát.

## Története
A Merck cég már 1912-ben szabadalmat nyújtott be a molekulára. 1957-ben a svéd Kabi cég Svédországban, 1961-ben az USA-ban nyújtott be szabadalmat.
A Merck 1960-ban forgalmazni kezdte, mint új, hatékony feszültség- és szorongásoldót.
Philadelphiában a szer hatékonyságára klinikai vizsgálatot végeztek 400 olyan páciens részvételével, akik diagnózisa a neurózistól a pszichózisig terjedt. A vizsgálat 3-karú volt: placebo, meprobamát (Andaxin) és emilkamát. A placebo-s vizsgálatot nem vitték végig, mert a páciensek gyorsan rájöttek a turpisságra. A 324 neurózisos páciens 72,3%-a reagált kedvezően az emilkamátra, míg a meprobamátra csak 64%. Néhány pszichózisos páciensre mindkét szer hatott.
Az FDA nem fogadta el a tanulmányt részben a placebo-s vizsgálat félbeszakítása, részben amiatt, hogy a tanulmány nem adott mérőszámot a neurózis ill. pszichózis súlyosságára.

## Fizikai/kémiai tulajdonságok
Enyhén kámforillatú, fehér színű kristályos anyag. Vízben 4 mg/ml mennyiségben oldódik. Jól oldható alkoholban, éterben, benzolban, glikoléterekben.
A karbamidsav és a 3-metilpentán-3-ol észtere.

## Adagolás
Napi 600–800 mg/nap. Manapság már nem írják fel, mert jobb szerek váltották fel.

## Készítmények
A nemzetközi gyógyszerkereskedelemben:
- Nuncital
- Psicoplegil
- Restetal
- Statran
- Stratran
- Striatan
- Striatran

Magyarországon nincs forgalomban.